# Sergei Sergejewitsch Korsakow

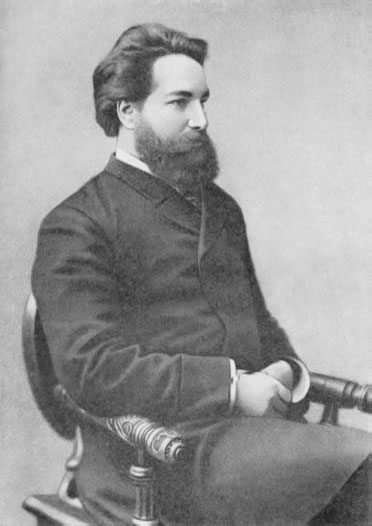
Korsakow im Jahr 1885

Sergei Sergejewitsch Korsakow (russisch Сергей Сергеевич Корсаков; * 22. Januarjul. / 3. Februar 1854greg. in Gus-Chrustalny; † 1. Maijul. / 14. Mai 1900greg. in Moskau) war ein russischer Nervenarzt.
Er wurde in Gus-Chrustalny geboren als Sohn des Direktors der dortigen Glasfabrik. Er studierte schon mit 16 Jahren Medizin an der Moskauer Universität. Nach seinem Examen im Jahre 1875 arbeitete er ab 1875 oder 1876 an der Preobraschenskaja-Nervenklinik und hatte dabei ausgiebig Gelegenheit, die Auswirkungen des Alkoholismus zu beobachten. 1880 veröffentlichte er eine erste detaillierte Beschreibung einer vor allem bei Alkoholikern auftretenden Form der Amnesie. 1887 beschrieb er verschiedene Fälle von alkoholbedingter Polyneuritis (Über alkoholische Paralyse) mit ausgeprägten psychischen Syndromen. Für seine Arbeit über die alkoholische Paralyse erhielt er 1887 den medizinischen Doktorgrad.
1888 wurde er Privatdozent und 1892 Leiter der neuen psychiatrischen Universitätsklinik und Extraordinarius. Er war zeitweise in Wien zu Besuch und in dieser Zeit Schüler von Theodor Meynert.
Korsakow war einer der größten Psychiater des 19. Jahrhunderts und veröffentlichte zahlreiche Arbeiten auf den Gebieten der Neuropathologie, Psychiatrie und Gerichtsmedizin. Er forschte insbesondere über Alkohol-Psychose, führte den Begriff Paranoia ein und schrieb ein ausgezeichnetes Psychiatriebuch. Er war als Humanist bestrebt, Patienten ohne Zwangsmaßnahmen zu behandeln, was beim Klinikpersonal nicht sonderlich beliebt war („Je weniger Zwang für den Patienten, desto mehr Zwang für den Arzt“).
Korsakow bedauerte, dass Studenten ihre Kräfte für einfache Lebensbedürfnisse vergeuden mussten, wenn sie sich eigentlich auf ihre Studien konzentrieren sollten. Als Vorsitzender der „Fördergesellschaft für bedürftige Studenten“ versuchte er, deren finanzielle Situation zu erleichtern. Aber er hatte auch Erwartungen an die Studenten:

„Zuallererst möchte ich, dass alle Studenten die Naturnotwendigkeit ihrer Ausbildung erkennen, dass sie Wissen und Wissenschaft lieben und Unwissen verachten […] Für das große Privileg studieren zu dürfen, müssen Studenten Opfer bringen […]“

1897 führte Friedrich Jolly, damals Direktor der psychiatrischen Klinik der Charité auf einem internationalen Medizinerkongress in Moskau nach Korsakow das amnestische Syndrom als Eponym ein (Wernicke-Korsakow-Syndrom). Des Weiteren ist eine ursprünglich „polyneuritische Psychose“ genanntes Syndrom (Korsakow-Syndrom) bei Alkoholkranken nach Korsakow benannt. Der für die Nervenläsionen ursächliche Vitamin-B1-Mangel konnte erst im 20. Jahrhundert nachgewiesen werden.
Korsakow starb 1900 an Herzversagen.